# Elztalbrücke
Die Elztalbrücke ist eine Autobahnbrücke der A 48 über den Elzbach bei Kaifenheim (Gemarkungen Kaifenheim und Kehrig) im Landkreis Mayen-Koblenz. Die Balkenbrücke wurde nach Entwürfen von Ulrich Finsterwalder und Herbert Schambeck von 1964 bis 1967 erbaut. Die Brücke hat eine Länge von rund 380 m und eine maximale Höhe von 97 Metern über Grund.
Die Spannbetonkonstruktion weist elf Felder mit Stützweiten von 20,9 m + 9 × 37,5 m + 20,9 m auf. Der Brückenüberbau ist an beiden Enden mit den 20,7 m langen Widerlagerkasten und mit allen Stützen monolithisch verbunden, ist aber durch eine Dehnfuge über der Talmitte geteilt. Die Konstruktion wurde als  vielstieliger Rahmen mit unverschieblichen Knotenpunkten bezeichnet. Der Brückenüberbau wird von in der Brückenlängsachse mittig angeordneten Einzelpfeilern getragen. Die achteckigen Pfeiler weisen Stahlbetonhohlquerschnitte mit 4,8 m × 5,8 m Außenabmessungen auf und sind monolithisch mit dem pilzkopfartig gestalteten Überbau verbunden. Die 30 m breite Ortbetonvollplatte hat eine variable Dicke, maximal 2,45 m in der Mitte am Pfeiler und mindestens 45 cm am Rand. Der Überbau wurde mit einer Vorschubrüstung errichtet.